# Csengery Ilona
Csengery Ilona, Somboriné (Budapest, 1894. július 30. – Budapest, 1974. január 29.) magyar ifjúsági író. Csengery János klasszika-filológus, műfordító leánya.

## Életpályája
Kolozsvárt kereskedelmi akadémiát, Budapesten zenei és színművészeti tanulmányokat végzett. 1919-ben lépett színpadra Szatmáron, majd Magyarországra költözött, ahonnan 1941-ben tért vissza Erdélybe. 1944-től ismét Budapesten élt.

## Művei (válogatás)

### Gyermekregények
- Rongybuba és kócvitéz  (Budapest, é. n.);
- Isten hozott, Manóka  (Kolozsvár, 1943);
- Manóka és társai  (Gy. Szabó Béla rajzaival, Kolozsvár, 1947).

### Ifjúsági regények
- Kolozsvári lányok  (Budapest, 1940);
- Északról érkezett  (Id. Cseh Gusztáv rajzaival, Kolozsvár 1942);
- Vadgalamb  (történeti regény Apafi Mihály és Bornemisza Anna korából, Budapest, 1943).